# Jozef Kuffner
Jozef Kuffner (6. července 1855 Blatná – 12. srpna 1928 Praha) byl český důstojník, spisovatel, filolog a divadelní kritik.

## Životopis
Narodil se v rodině Jiřího Kuffnera c. k. berního v Blatné a Marie Kuffnerové-Lukšové. Měl pět sourozenců: Johannu (1853–1911), Klementa (1857–1938) katolického kněze spisovatele, Karla (1858–1940) lékaře publicistu, Jana/Hanuše (1861–1929) publicistu historika a Boženu (1863–1870).
Jozef chodil do obecné školy v Mirovicích, později byl přijat do vojenského ústavu. Odsloužil 10 let v Josefově, Hradci Králové, Vídni, Komárně a Banja Luce v Bosně. V době služby ve Vídni se stal publicistou a divadelním referentem. Seznámil se zde mj. s Juliem Grégrem, Gustavem Eimem a Janem Stanislavem Skrejšovským, vydavatelem listu Parlamentär a deníku Tribüne. Do těchto periodik přispíval a navázal na dobu, kdy přispíval do listu Emila Brettera Vídeňský zvon v Praze.
Po opuštění služby odešel do Prahy, kde převzal po Janu Nerudovi 1. 1. 1884 divadelní rubriku v Národních listech. Byl tam redaktorem do roku 1910.
Kuffner někdejší dělostřelecký nadporučík, donesl si do novinářského povolání několik vlastností, k nimž by mělo vojáctví každého vychovávat, čestnost a nesmlouvavost, dokonalý společenský mrav a při tom jakousi vlídnou odměřenost vůči jiným lidem.
Jaroslav Kvapil, KVAPIL, Jaroslav. O čem vím. Praha: Orbis, 1932. Dostupné online. S. 130.
Přispíval také do časopisů Květy, Osvěta a Divadelní listy. Své referáty otiskl v knize Scéna za scénou a Časy letí. Mezi další vydané tituly patří osm dílů řady Věda či báchora, kde prezentoval své (pseudo)historické a filologické názory v rámci sporu o pravost Zelenohorského a Královédvorského rukopisu.
Po odchodu z redakce se věnoval cestování, historii slovanského národa a filologickým otázkám. Jeho analýzy se staly postupně nekritickými a nevědeckými. Na sklonku života odešel do ústraní, kde se věnoval svému filozofování.

## Dílo

### Spisy
- Chvíle a otázky: volné listy z kroniky rozvoje společenského, národního a osobního (1883–1893) – Praha: Bursík a Kohout, 1894
- Zdání a podoby: další volné listy z kroniky rozvoje (1893–1899) – Praha: Bursík a Kohout, 1899
- Scéna za scénou: volné listy z kroniky rozvoje našeho divadla (1883–1898) – Praha: J. Otto, 1900
- Zmatky časů: poznámky z přírodozpytu společenského života – vlastním nákladem, 1900
- Čeho nám třeba!: Několik slov k úkolům doby – Praha: v. n., 1903
- Slovanské svity: volné listy z kroniky rozvoje – Praha: J. Otto, 1903
- Časy letí: volné listy z kroniky rozvoje (1898–1904) – Praha: Šimáček, 1905
- Věda či báchora?: Paběrky k otázce slovanského dávnověku. Řada 1 – Praha: F. Topič, 1912
- Věda či báchora?: Paběrky k otázce slovanského dávnověku. Řada 2: Naše rukopisy. Ptačí zpěvy (Vogelsangy) a jiné stopy. Náhody a namátky. Čeho se dočteš. Z toulek – Praha: F. Topič: 1917
- Věda či báchora?: Paběrky k otázce slovanského dávnověku. Řada 3 – Praha: F. Topič, 1922
- Věda či báchora?: Paběrky k otázce slovanského dávnověku. Řada 4: Kolem nepravosti! Co bylo s Macphersonem? Obdoby a podoby. Kollárovština. Na scestí-li? Naše mapy – Praha: F. Topič, 1924
- Věda či báchora?: Paběrky k otázce slovanského dávnověku. Řada 5: Právota pravdy. Z odkazu předků. Slované a Němci: [zlomený předsudek]. Slovanské Švýcary – Praha: F. Topič, 1925
- Věda či báchora?: Paběrky k otázce slovanského dávnověku. Řada 6: Staré české národní epos? Z tajemstev jazykové hmoty. Záhada Slovanství – Praha: F. Topič, 1926
- Věda či báchora?: Paběrky k otázce slovanského dávnověku. Řada 7: Uzavřená diskuse. Odbornictví a diletantism. Dobrovského odpor. Také legenda. Idea nebo živnost? Stará vzdělanost. My, Slované! Z mlhavin časů. Zvyky a mravy – Praha: F. Topič, 1927
- Věda či báchora?: Paběrky k otázce slovanského dávnověku. Řada 8: Vyjasněno. Prameny. Baskovina. Byliny. Jména – Praha: F. Topič, 1928